# 梁 (漁具)

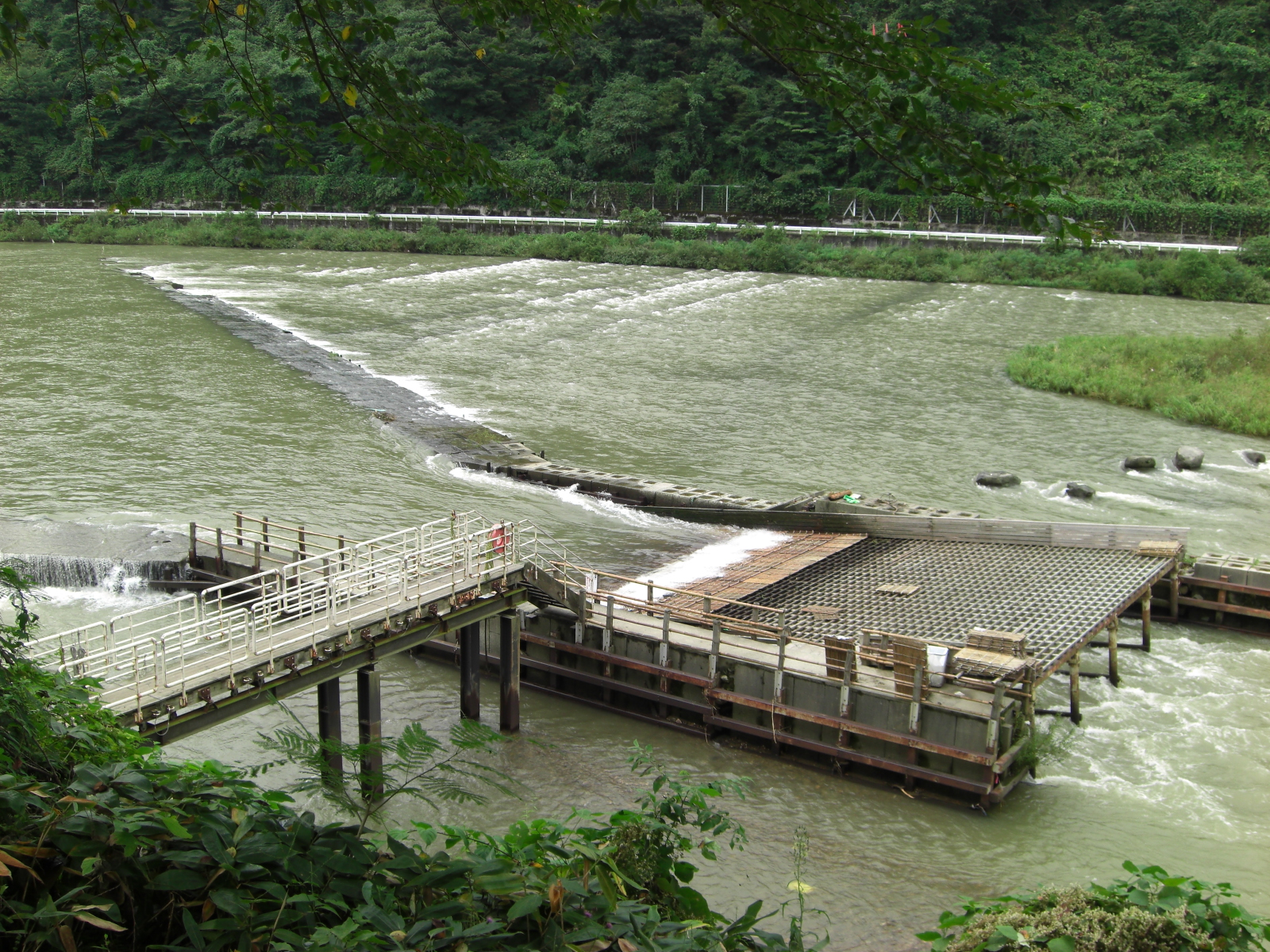
最上川上流に設置された梁。下り梁となっている。
（山形県白鷹町　2007年9月10日）

梁（やな）とは、河川の両岸または片岸より列状に杭や石などを敷設して水流を堰き止め、誘導されてきた魚類の流路をふさいで捕獲する漁具・仕掛けのことである。やない。「簗」とも表記する。

## 構造
梁は、大きく分けて河川を遡上する魚を捕える「上り梁」と、下る魚を捕える「下り梁」に分類できる。その目的によって使用する梁も向ける方法も異なってくる。上り梁は川下に向けて仕掛け、下り梁は川上に向けて仕掛けることになる。
構造上、魚類を誘導する梁袖と呼ばれている部分と捕えこむ梁口と呼ばれる部分から構成される。梁袖は杭を打ちつけてそこに竹や木で作った簀や蛇籠などを張り巡らす。また、土俵や土嚢などを用いる場合もある。一方、梁口には梁簀と呼ばれる斜めに渡した簀や網で囲ったり、筌と呼ばれる陥穽具などを付設する。川を泳ぐ魚を梁袖から梁口の上に追い込んだ後に簀や網を外して水分を切り、残った魚だけを捕らえる。

## 梁漁の対象

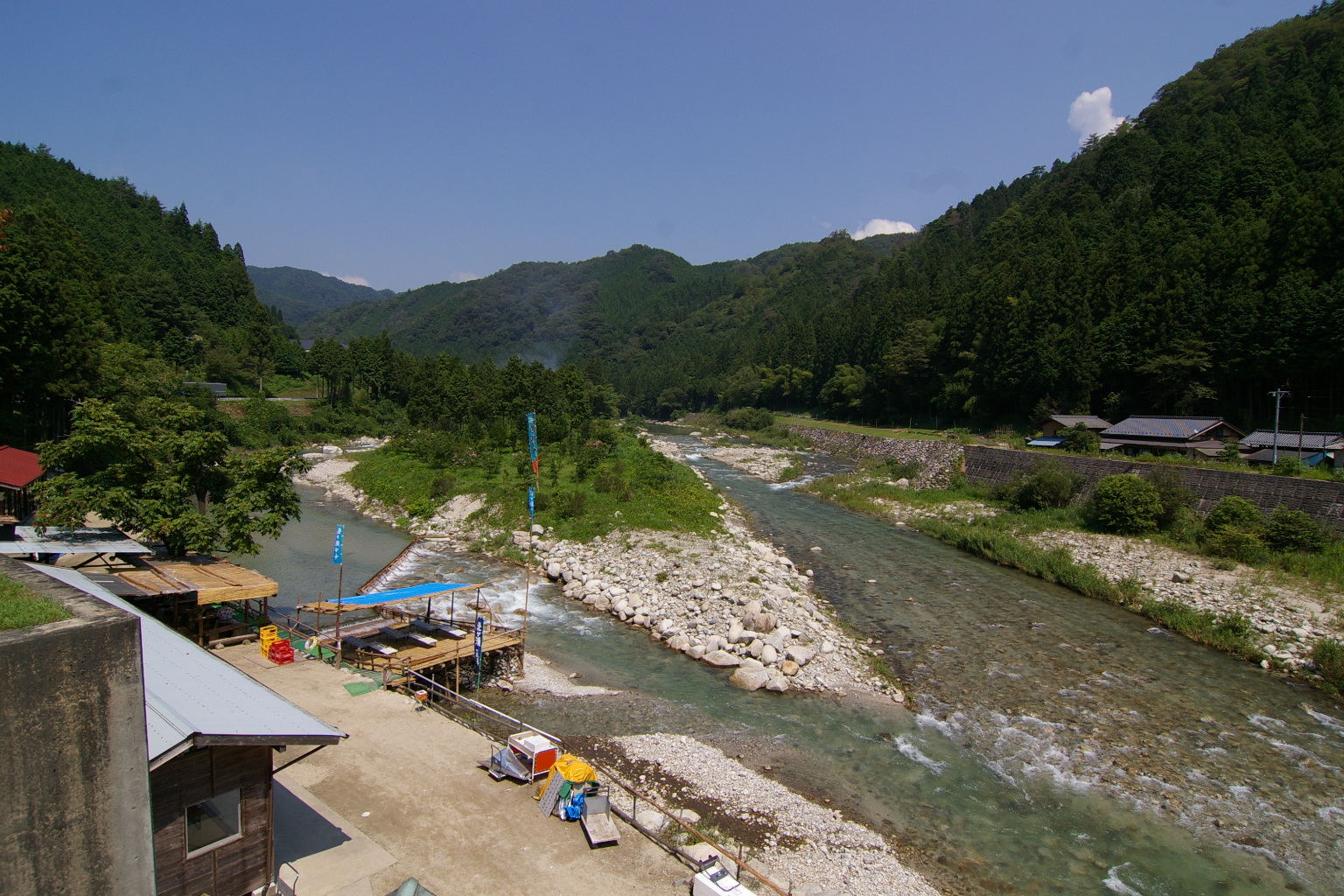
簗が設置された日本の河川

梁を使って行う梁漁の対象はサケ・マス・アユ・ウナギ・ウグイなど川で生活する魚類全般が対象となる。また、大量の魚類を効率良く捕獲することも可能である一方で広範な水面を利用する（河川の全面的もしくは一時的な遮断に及ぶ）ため、梁漁を行うこと自体が排他的・独占的な要素を有する特権（川株制度など）として認識された事例もある。更に同じ川の流域同士で梁の設置の是非を巡って争いが起きたり（例えば下流で上り梁が使われた場合、上流での漁業に影響を及ぼすため）、灌漑や水運の障害として梁を用いた漁そのものを禁じた事例や一部に魚道や航路用水路を併設する事例も存在していた。

## 歴史
梁の歴史は大変に古く、網代を原形としていると考えられている。また御厨との関連性が指摘され、近江国安曇川にあった安曇川御厨が平安時代の寛治年間に上賀茂社に譲られた際に神人となった26戸（52名）に梁の設置・漁撈を許可する株が与えられている。鎌倉時代の正和元年（1312年）には同じ近江国の野洲川において御上神社の庇護を受けた簗衆によって大量の梁が張られていたことが知られ、戦国時代には兵主大社の簗衆も組織された。中世後期から江戸時代前期にかけて、治水技術の応用によって梁に改良が加えられた。江戸時代には領主に運上を納めることで梁漁の権利を安堵された地方も存在していたが、一部では治水や水運、灌漑を優先視して梁漁自体の禁止に動く地方もあった。現在も安曇川御厨の跡である滋賀県の安曇川下流の北舟木（高島市安曇川町北船木一帯）の「かつとり簗」のように日本各地の河川で見ることが可能である。